# End of the World
End of the World (también conocido como End of the World / Rain and Tears) es el primer álbum de estudio del grupo de rock griego radicado en Francia Aphrodite's Child, editado en 1968 por Mercury Records.
La primera edición francesa del LP (monoaural) apareció a fines de 1968, el disco presentaba varios hits de estilo pop psicodélico que fueron publicados como singles, como el tema que da nombre al álbum y "Rain and Tears", incluyendo en sus respectivas caras B "You Always Stand in My Way" y "Don't Try to Catch a River".

## Lista de canciones
- Autores Boris Bergman & Vangelis Papathanassiou, salvo el indicado.

Cara A
1. "End of the World"
2. "Don't Try to Catch a River"
3. "Mister Thomas"
4. "Rain and Tears" (Johann Pachelbel, Boris Bergman, Vangelis Papathanassiou)
5. "The Grass Is No Green"

Cara B
1. "Valley of Sadness"
2. "You Always Stand in My Way"
3. "The Shepherd and the Moon"
4. "Day of the Fool"

## Personal
- Vangelis - órgano, percusión, vibráfono, flauta
- Demis Roussos - voz, bajo, guitarra, trompeta, órgano, buzuki
- Lucas Sideras - batería, bajo, voz

Con
- Claude Chauvet, voz adicional en "End of the World" & "Rain and Tears"